# Palacio de Festivales y Congresos de Cannes
El Palacio de Festivales y Congresos de Cannes (en francés: Palais des festivals et des congrès de Cannes) es el nombre que recibe un edificio construido en 1949 para albergar el Festival de Cine de Cannes. El edificio original fue ubicado en el bulevar del paseo de la Croisette en el actual sitio donde se ubica el JW Marriott Cannes. En respuesta al creciente éxito del Festival y la llegada de las primeras convenciones de negocios, tales como el Media Market MIPTV desde 1965, la ciudad de Cannes decidió construir un nuevo Palacio de 1979. El nuevo edificio, diseñado por los arquitectos Bennett & Druet y construido en el sitio donde se ubicaba el Casino municipal, fue inaugurado en diciembre de 1982 y ampliado en 1999 con la construcción de la Riviera Espace, un nuevo espacio de 10.000 metros cuadrados. Hoy en día, el Palais des Festivals tiene una capacidad total de 25.000 metros cuadrados para exposiciones, que se utiliza para numerosos eventos, también dispone de muchas habitaciones y 18 auditorios. Fue sede de los cuarto y sexto Concursos de Eurovisión en 1959 y 1961.